# Milpillas, Tuxpan
Milpillas är en ort i Mexiko.   Den ligger i kommunen Tuxpan och delstaten Michoacán de Ocampo, i den södra delen av landet, 140 km väster om huvudstaden Mexico City. Milpillas ligger 1 874 meter över havet och antalet invånare är 366.
Terrängen runt Milpillas är kuperad. Runt Milpillas är det ganska tätbefolkat, med 160 invånare per kvadratkilometer. Närmaste större samhälle är Heróica Zitácuaro, 16,9 km sydost om Milpillas. I omgivningarna runt Milpillas växer huvudsakligen savannskog.